# Dieter Stöffler
Dieter Stöffler, född den 23 maj 1939 i Schramberg, död den 5 april 2023, var en tysk geolog och mineralog.
Stöffler studerade mineralogi, geologi och kemi vid universitetet i Tübingen 1958–1963. År 1963 promoverades han där till doctor rerum naturalium . År 1970 habiliterade han sig i Tübingen inom ämnesområdet geovetenskaper. Åren 1969–1975 deltog Stöffler i undersökningen av stenprover från månen inom ramen för NASA:s Apolloprogram. Åren 1974–1993 var han lärare vid universitetet i Münster och 1986–1993 föreståndare för det av honom grundade institutet för planetologi vid universitetet i Münster. Åren 1993–1999 var Stöffler föreståndare för Museum für Naturkunde  i Berlin. Samtidigt var han 1993–2005 lärare i mineralogi och petrografi vid Humboldt-Universität zu Berlin.

## Utmärkelser (i urval)
- 1988: Asteroiden 4283 Stöffler[5]
- 1990: Gottfried Wilhelm Leibniz-priset
- 1993: Barringermedaljen från Meteoritical Society
- 1995: Ledamot av Berlin-Brandenburgische  Akademie der Wissenschaften
- 1998: Ledamot av Leopoldina
- 2017: Det på Marsmeteoriten NWA 856 upptäckta mineralet inom fältspatgruppen Stöfflerit (CaAl2Si2O8) uppkallades efter honom.